# Bradford Abbas
Bradford Abbas är en ort och civil parish i Storbritannien.   Den ligger i kommunen Dorset och riksdelen England, i den södra delen av landet, 180 km väster om huvudstaden London. Bradford Abbas ligger 42 meter över havet och antalet invånare är 975.
Terrängen runt Bradford Abbas är platt. Runt Bradford Abbas är det ganska tätbefolkat, med 86 invånare per kvadratkilometer. Närmaste större samhälle är Yeovil, 3,5 km nordväst om Bradford Abbas. Trakten runt Bradford Abbas består i huvudsak av gräsmarker.